# Ironman Hamburg
Der Ironman Hamburg ist eine seit 2017 in Hamburg über die Ironman-Distanz (3,86 km Schwimmen, 180,2 km Radfahren und 42,195 km Laufen) ausgetragene Triathlon-Sportveranstaltung.

## Organisation
Betreiber des Ironman Hamburg ist die Ironman Germany GmbH, die als Tochtergesellschaft der World Triathlon Corporation zur Wanda Group gehört. Seit der Übernahme der Lagardère Unlimited Events Germany GmbH im Jahr 2016 betreibt sie in Hamburg auch den seit 2002 stattfindenden Hamburg Triathlon und die seit 1996 ausgetragenen Cyclassics Hamburg. Der Ironman Hamburg ist neben dem seit 2002 ausgetragenen Ironman Germany in Frankfurt am Main der zweite von diesem Unternehmen betriebene Triathlon über diese Distanz in Deutschland.

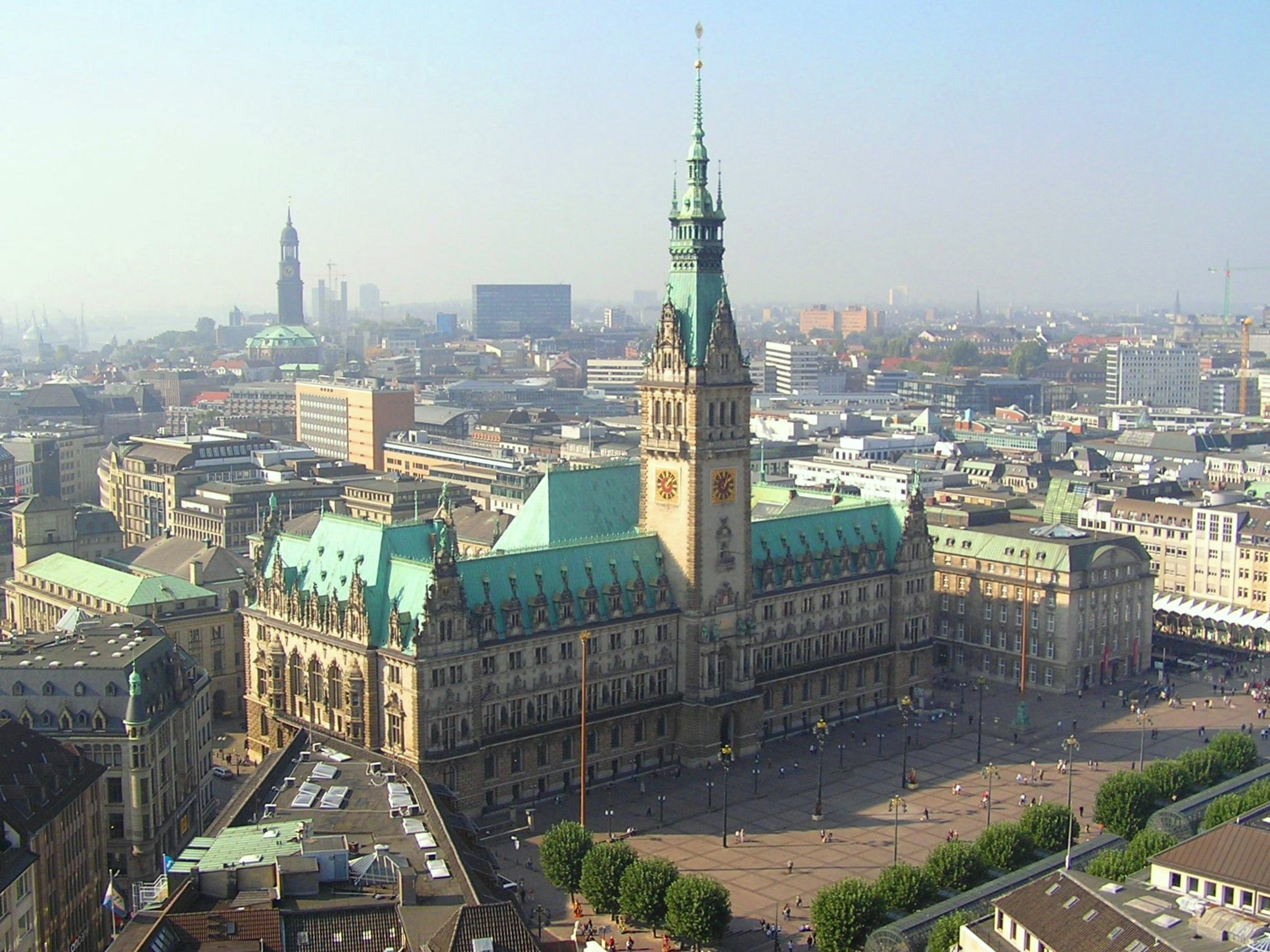
Blick auf den Hamburger Rathausmarkt, wo der Zieleinlauf des Triathlons liegt

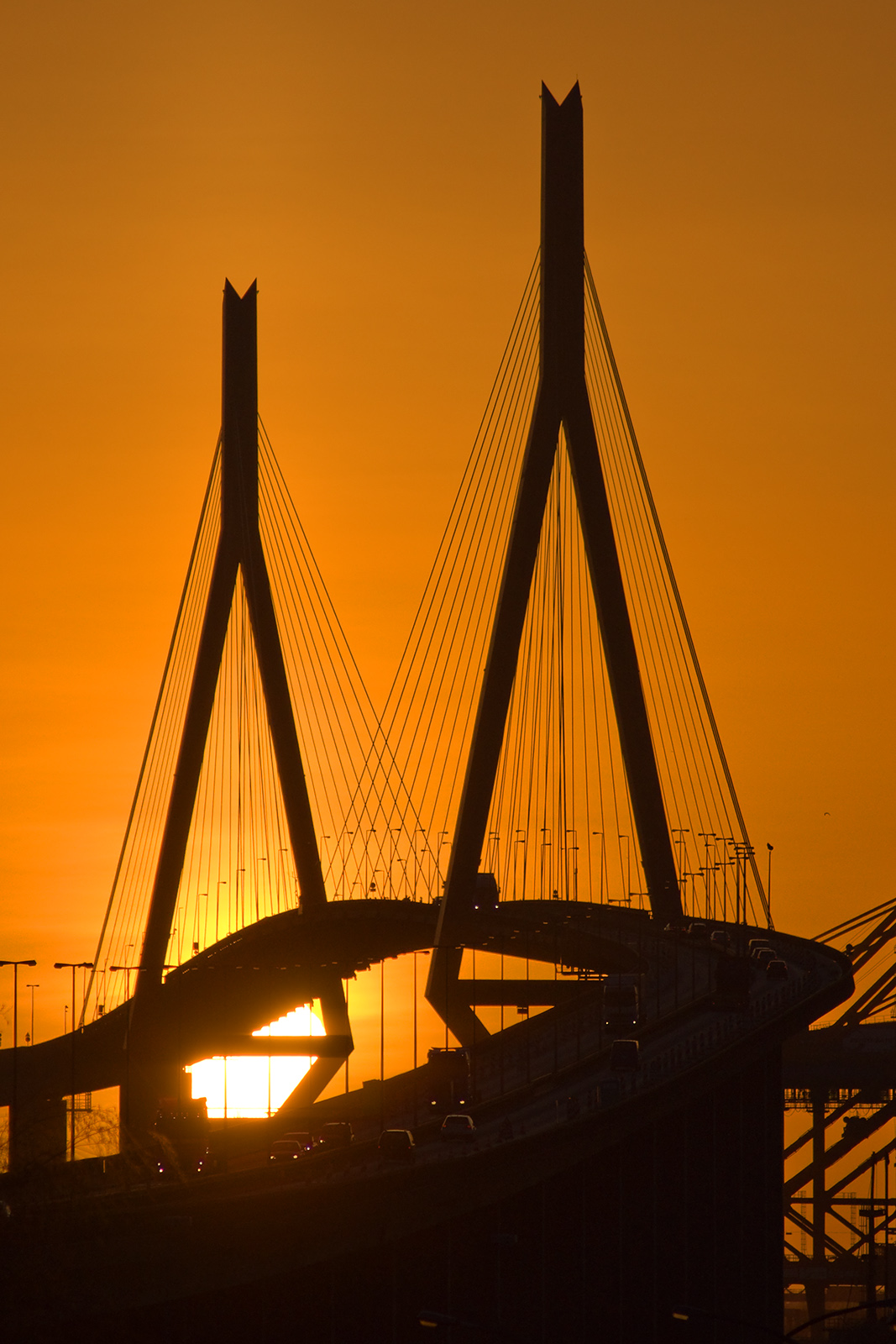
Viermal führte die Radstrecke 2017 über die Köhlbrandbrücke über dem Hamburger Hafen

Amateure haben hier die Möglichkeit, sich für den Erwerb eines Startplatzes beim Ironman Hawaii zu qualifizieren, wozu 40 Qualifikationsplätze zur Verfügung stehen. Profi-Triathleten, die um die 80.000 US-Dollar Preisgeld in Hamburg kämpfen, können sich für den mit insgesamt 650.000 US$ ausgeschriebenen Wettkampf in Hawaii über das Kona Pro Ranking System (KPR) qualifizieren. In Hamburg erhalten Sieger und Siegerin je 2000 Punkte, weitere Platzierte eine entsprechend reduzierte Punktzahl. 
Zum Vergleich: Der Sieger auf Hawaii erhält 8000 Punkte, die Sieger in Frankfurt, Texas, Florianópolis, Cairns und Port Elizabeth jeweils 4000, bei den übrigen Ironman-Rennen entweder 1000 oder 2000 Punkte.
2017
Das Rennen fand erstmals am 13. August 2017 statt – am selben Tag wie der Challenge Regensburg. Es gingen etwa 2500 Athleten an den Start.
2018
Bei der zweiten Austragung im Juli 2018 musste das Rennen statt dem Schwimmen mit einem 6-km-Lauf gestartet werden, da die Blaualgen-Konzentration im Wasser der Alster zu hoch war und die Schwimmdistanz nicht ausgetragen werden konnte. 
Die Zeiten dieses Jahres sind somit nicht international und mit anderen Rennen zu vergleichen, die Teilnehmer konnten sich hier aber dennoch für einen Startplatz beim Ironman Hawaii (Ironman World Championships) qualifizieren und die Ergebnisse wurden als Deutsche Meisterschaft auf der Langdistanz gewertet.
2020
Die Austragung 2020, die für den 21. Juni geplant war, musste wegen der Coronavirus-Pandemie verschoben werden und als neuer Termin wurde der 6. September in Aussicht gestellt.
2021
Für die vierte Austragung am 19. August 2021 waren nur im Frauen-Startfeld Profi-Athleten gemeldet und für die Frauen wurden 50.000 US-Dollar als Preisgeld ausgeschrieben. Laura Zimmermann konnte mit ihrer Siegerzeit von 8:54:31 h einen neuen Streckenrekord aufstellen und der frühere Leichtgewichts-Ruderer Lars Wichert konnte bei seinem ersten Start auf der Triathlon-Langdistanz in 8:12:46 h das Rennen der Männer für sich entscheiden.
2022
Im Juni 2022 wurden im Rennen der Frauen die Ironman European Championships ausgetragen. Bei den Männern waren erneut keine Profi-Athleten am Start. Laura Philipp konnte ihren EM-Titel mit Streckenrekord verteidigen und dabei mit 8:18:20 Stunden eine neue Bestzeit innerhalb der Ironman Rennserie aufstellen.
2023
Im Juni 2023 wurden hier bei der sechsten Austragung im Männer-Rennen die Ironman European Championships ausgetragen und der Franzose Denis Chevrot verbesserte den Streckenrekord auf 7:26:21 Stunden. Bei den Frauen waren keine Profi-Athletinnen am Start.

An diesem 4. Juni kam es während des Rennens zu einem Frontalzusammenstoß zwischen einem Kameramotorrad und einem radfahrenden Triathleten und der verunfallte Motorradfahrer starb noch an der Unfallstelle. Der Triathlet zog sich schwere Verletzungen zu und wurde in ein Krankenhaus gebracht. Der Kameramann erlitt einen Schock und wurde ebenfalls in ein Krankenhaus gebracht. Zu einem Rennabbruch kam es nicht.
2024
Bei den Frauen wurde hier die Ironman European Championships ausgetragen; bei den Männern waren keine Profi-Athleten am Start.

## Streckenverlauf
Nachdem zunächst männliche und weibliche Profis in separaten Startgruppen ihr Rennen begonnen haben, findet für die Amateure ein rollierender Start statt. Die Teilnehmer, erhalten jeweils gruppenweise zu je rund einem halben Dutzend Athleten gleichzeitig die Startfreigabe, die individuelle Wettkampfzeit wird mittels Transpondern und zu überlaufender Zeitnahmematten gemessen. Vorteil dieser Maßnahme ist, dass hierdurch die Teilnehmer frühzeitig entzerrt werden und so Pulkbildung auf der Radstrecke reduziert wird. Nachteil ist, dass aus der Reihenfolge des Zieleinlaufs nicht auf die Reihenfolge in der Wertung geschlossen werden kann. 
Die Erstaustragung ging über die folgenden Strecken:
- Die 3,8 km lange Schwimmdistanz führte nach dem Start am Jungfernstieg M-förmig durch die Binnen- und Außenalster, wobei es in der Mitte einen kurzen Landgang gab.[13]

- Die Radstrecke über 180 km geht über zwei Runden und führte durch die HafenCity und durch die südliche Metropolregion Hamburgs. Die Köhlbrandbrücke wird dabei viermal überquert.[1] 2021 ging das Rennen über einen anderen, drei Mal zu absolvierenden Rundkurs.[14]

- Der abschließende 42,2 Kilometer lange Marathonlauf geht über vier Runden entlang der Binnen- und Außenalster mit dem Ziel Rathausmarkt.

## Siegerliste
| N ° | Datum/Jahr      | Männer             | Männer                | Männer                | Frauen                 | Frauen             | Frauen             |
| N ° | Datum/Jahr      | Erster Platz       | Zweiter Platz         | Dritter Platz         | Erster Platz           | Zweiter Platz      | Dritter Platz      |
| --- | --------------- | ------------------ | --------------------- | --------------------- | ---------------------- | ------------------ | ------------------ |
| 9   | 7. Juni 2026    |                    |                       |                       |                        |                    |                    |
| 8   | 1. Juni 2025    | Niklas Delke       | Morten Falk Jorgensen | Alexander Jones       | Laura Philipp (SR) -2- | Katrina Matthews   | Solveig Løvseth    |
| 7   | 2. Juni 2024    | Lars Wichert -2-   | Chris Beckmans        | Miao Hao              | Jackie Hering          | Maja Stage Nielsen | Daniela Bleymehl   |
| 6   | 4. Juni 2023    | Denis Chevrot (SR) | Pieter Heemeryck      | Kristian Hogenhaug    | Marit Bergmann         | Kyra Meulenberg    | Kristina Seidel    |
| 5   | 5. Juni 2022    | Sascha Hubbert     | Jonas Weller          | Lasse Hoj Christensen | Laura Philipp          | Chelsea Sodaro     | Manon Genêt        |
| 4   | 29. Aug. 2021   | Lars Wichert       | Jan Stelzner          | Alexander Siegmund    | Laura Zimmermann       | Renee Kiley        | Lauren Brandon     |
| 3   | 28. Juli 2019   | Kristian Hogenhaug | Ruedi Wild            | Paul Schuster         | Susie Cheetham         | Sarah Piampiano    | Julia Gajer        |
| 2   | 29. Juli 2018 * | Bart Aernouts      | Joe Skipper           | James Cunnama         | Sarah Crowley          | Katharina Grohmann | Maja Stage Nielsen |
| 1   | 13. Aug. 2017   | James Cunnama      | Horst Reichel         | Markus Fachbach       | Daniela Sämmler        | Eva Wutti          | Julia Ertmer       |

| Ironman European Championship | Deutsche Meisterschaft auf der Triathlon-Langdistanz |